# Carmen Valero Gimeno
Carmen Valero Gimeno (Silla, 23 de març de 1893 - Silla, 19 de setembre de 1962) va ser una mestra i intel·lectual republicana, feminista i sindicalista. Fundadora del partit Esquerra Republicana a Oliva, en esclatar la guerra civil va organitzar a Oliva Dones Antifeixistes i va col·laborar també amb el Socors Roig per a la recaptació de diners i roba per als combatents republicans.

## Biografia
Valero va ser una excel·lent alumna a l'escola primària i més tard en el col·legi de la Compañia de Santa Teresa de Jesús de València, on va estudiar la carrera de Mestra Nacional. El 14 d'abril de 1913, amb vint anys, va obtenir el títol de l'Escola Normal de Magisteri amb un excel·lent, nota que ella va considerar insuficient, ja que aspirava a la matrícula d'honor, per a així poder continuar els seus estudis de franc. Va cursar els seus estudis secundaris en l'Institut Luis Vives, la seua assistència es va veure interrompuda, ja que va aprovar una oposició i va ser destinada com a mestra a Novelda (Alacant).
A pesar de les limitacions que el fet de ser dona li imposava en aquella època, al llarg de la seua vida va reunir cinc titulacions, la de Mestra Nacional (1913), la de Batxiller (1918), la de Perit Mercantil (1918), la de Professora Mercantil (1920) i la llicenciatura en Ciències Químiques (1923). Una vegada es va haver instal·lat a Novelda, es va matricular a l'Escola de Comerç de València, allí va obtenir dos de les cinc titulacions: la de Batxiller amb excel·lent i el de Perit Mercantil. En la seua promoció solament hi havia nou dones d'un total de 216 alumnes.

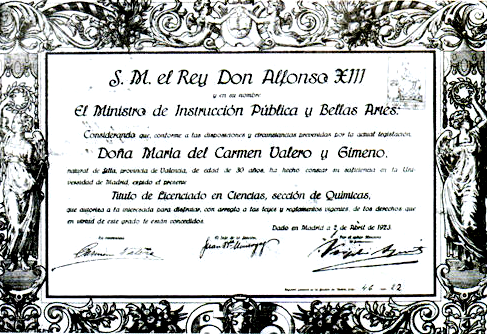
Titulacion de ciències Quimicas de Carmen Valero

En aquella època va publicar un llibre de càlcul titulat Problemas y ejercicios de Aritmética elemental, el qual va servir posteriorment de text a l'Escola de Comerç. Valero va optar per la branca pedagògica, des de la qual reivindicaria una educació integradora de la dona. En 1923, va sol·licitar el reingrés en Magisteri, i fou destinada a Oliva. Va optar per aplicar les tècniques de Freinet, basades en els postulats laics del pedagog francès Célestin Freinet. També es va centrar a eliminar la discriminació de sexes que imposava el sistema educatiu. Els temaris oficials d'ensenyament femení de l'època s'enfocaven a les cures i tasques de la llar, en detriment de les assignatures de ciències i càlcul. Per a Valero, estes últimes eren fonamentals a l'educació dels individus de qualsevol sexe.
En centrar-se en la reivindicació d'una educació igualitària, a més de la defensa dels drets de la dona, prompte es va identificar amb les reformes empreses pel Ministeri d'Instrucció Pública i va passar a l'acció. Primer va col·laborar amb la Federació Universitària Escolar (FUE) en l'organització i millora de les colònies d'estiu, sent nomenada membre d'honor en reconeixement de la seua tasca, en companyia de personalitats tan il·lustrades com Rodolfo Llopis, Teodor Llorente, Peset Aleixandre, Sigfrido Blasco i Aparicio Albiñana. Una altra mostra del seu compromís social apareix quan, en companyia d'una vintena de companys, fundà la Federació Espanyola de Treballadors de l'Ensenyament (FETE - UGT), a la qual li va dedicar prou mesos del seu temps lliure, viatjant a València, Villena i Alacant.
A l'escola on treballava a Oliva, va fundar la revista Caperucita Roja, periòdic infantil, redactat i il·lustrat per les xiquetes de l'Escola n. 1, revista que tenia per objectiu fomentar l'esperit crític i participatiu de les alumnes. El primer número de la revista es va publicar a l'abril de 1936 i està en línia amb els plantejaments pedagògics freinetistes.

## Guerra Civil
Amb l'esclat de la Guerra Civil espanyola, la seua vida, igual que la de moltes altres mestres es veu truncada. El seu marit va quedar incomunicat, ja que estava de viatge en el nord d'Àfrica quan es va iniciar la revolta i el seu fill, que estava en les colònies de Bunyol, se'n va anar a viure amb Carmen a Oliva.
L'any 1934 va fundar el partit d'Esquerra Republicana a Oliva, amb el carnet número 12, formant part de la presidència d'una de les taules en les eleccions de 1936,  que van donar la victòria al Front Popular. En 1937, després de l'esclat del conflicte bèl·lic, va ingressar en el Partit Comunista, organitzant dins d'este a Oliva la secció de Dones Antifeixistes, on va ocupar la Secretaria del Comité Local, impulsant diverses activitats culturals com ara una escola nocturna i la biblioteca popular. També va formar part del Socors Roig Internacional, col·laborant així en la recaptació de diners i en un taller de confecció de roba destinada als combatents en el front, utilitzant les màquines de cosir que havien sigut requisades.

## Judici i sentència

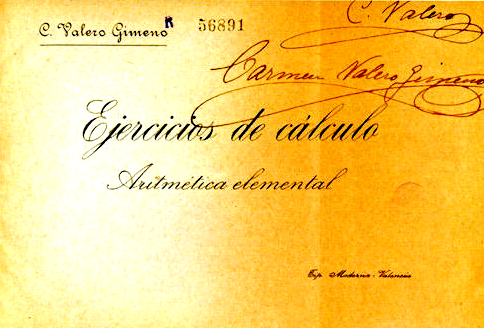
Exercicis de calculo de Carmen Valero

L'any 1939 és depurada i processada en un consell de guerra sumaríssim. Va estar detinguda durant 8 mesos a la presó de Santa Clara. Va ser jutjada i va obtenir una sentència absolutòria, signada el 27 de desembre de 1939:
| «                                                  | "Debemos absolver a la procesada Carmen Valero Gimeno, del delito de exaltación a la rebelión del que le acusó el Ministerio Fiscal, en razón a no resultar probados los cargos que se le formulaban, debiendo ser puesta en libertad tan pronto se apruebe esta resolución por el Ilmo. Auditor de Guerra de la 3ª Región Militar." | » |
| — Sentencia absolutoria de 27 de diciembre de 1939 | |   |

La seua absolució es deu a la gran quantitat de testimoniatges favorables que de forma espontània va rebre la defensa, entre els quals es trobaven els alcaldes, els caps locals de Falange tant de Silla com d'Oliva, així com religiosos i gran quantitat dels seus alumnes i les seues famílies. El fet de ser absolta del delicte d'exaltació a la rebel·lió no li va evitar passar per un procés de depuració professional pel qual se la condemnava a dotze anys d'inhabilitació. Va tornar a Silla en situació de llibertat vigilada, on sobrevivia fent classes clandestines de comptabilitat i reforç als alumnes de batxillerat. En 1951 el Jutjat Superior de Revisions li permet el reingrés al Magisteri en la població de Bétera, tornant a reintegrar-se a l'ensenyament als 57 anys.

## Reconeixement
L'Institut d'Estudis Comarcals (IDECO) de l'Horta Sud va crear el 2014 un premi amb el seu nom per a la promoció de la cultura valenciana.